# Quintanaluengos

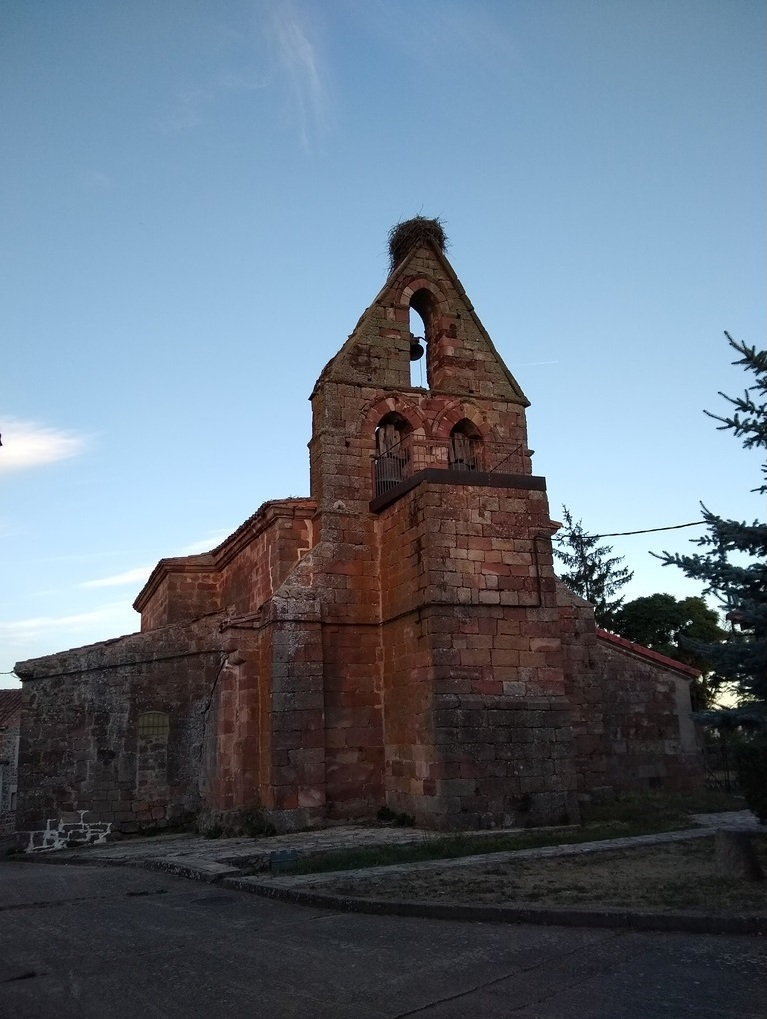
Iglesia de San Lorenzo

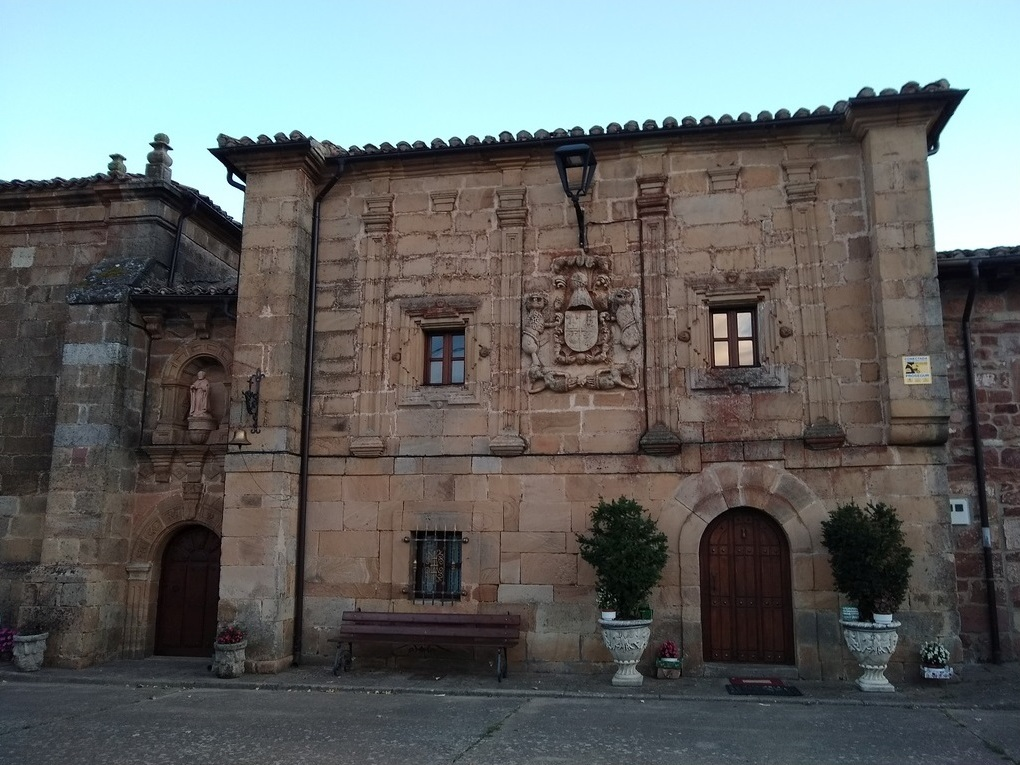
Palacio barroco

Quintanaluengos es una localidad de la provincia de Palencia (Castilla y León, España) que pertenece al municipio de Cervera de Pisuerga.

## Geografía
Está a una distancia de 7,4 km de Cervera de Pisuerga, la capital municipal, en la comarca de Montaña Palentina.

## Historia
Existen constancias de que en el lugar existió el monasterio femenino de los Santos Justo y Pastor, unido y donado al Monasterio de Sahagún en 1043 por doña Tarasia Modiuz y sus hijos.
Año 1105 Se construye el monasterio de San Justo por Petrus Deustamben.
Año 1198 Venta al monasterio de Santa María de Aguilar de Campoo de pertenencias en "Cennera" aparece como testigo Petrus Petri, vecino de Quintana. GONZALEZ FAUVE:1991.
Año 1221 El Priorato de Piasca controla el monasterio de San Justo de Quintanaluengos. Julia Montenegro Valentín.
Año 1352 En el Becerro de Behetrías aparece Quintana y Luengos como localidades independientes.
Año 1495 contratos entre Santa María de Piasca y el concejo de Quintana.
Año 1499 Libro de Apeos del monasterio de Santo Toribio de Liébana en Quintana de Río Pisuerga.
Año 1515 Don Antonio de Velasco y la condesa de Siruela se reclaman entre ellos las rentas solariegas de Quintana.
Año 1532 Apeo de Quintana Santiuste en el lugar de Quintana de Río Pisuerga por el Prior de Piasca.
Año 1587 Arciprestazgo de Ordejón. Aparecen 35 vecinos y una pila.
Año 1624 Pleito entre los Bedoya de Cervera y Quintana.
Año 1625 Posesión de la fortaleza de Quintana de la condesa de Siruela. FERNÁN NÚÑEZ C.0100.D.
Año 1625 Posesión de la jurisdicción de Cervera de Pisuerga. Diego de Bedoya y Toribio Merino por el concejo de Quintana.
Año 1651 Reforma de la Hermandad de la Santa Letanía o Letanía de Pisuerga formada por los concejos de: Quintanaluengos, Barcenilla y Rueda de Pisuerga. La Hermandad se fundó a finales del siglo XV.
Año 1674 Bedoya contra concejo de Quintanaluengos. Aparece el primer mapa de Quintanaluengos. ARCHV. Sección de Ejecutorias. C.2966-29.
Año 1686 El Diezmo de los nabos en Quintanaluengos. En Cofradías y Hermandades de Santiago Francia Lorenzo.
Año 1702 - 1825. Libro de Tazmias del Diezmo.
Año 1710 Libro I de Cuentas de Fábrica de Quintanaluengos correspondiente a los años 1710 - 1761.
Año 1746 Libro de Matrículas de Quintanaluengos correspondiente a los años 1746 - 1862.
Año 1747 Libro de Difuntos y Testamentos de Quintanaluengos correspondiente a los años 1747 - 1826.
Año 1752 Existen tres capellanías: La primera de Juan Antonio de Bedoya, cura de Quintanaluengos, corregidor de la villa de Cervera y corregidor de la histórica casa de San Jorge. La segunda de Eugenio Merino, clérigo, capellán y vecino. La tercera de Francisco Fernández Gómez de Dosal.
Año 1752 la cofradía de San Lorenzo ha sustituido a la Hermandad de la Santa Letanía.
Quintanaluengos fue municipio independiente hasta 1974. Ese año pasó a formar parte del municipio de Cervera de Pisuerga.

## Geografía humana

### Demografía
| Gráfica de evolución demográfica de Quintanaluengos entre 1842 y 1970 |
| |
| Población de derecho según los censos de población del INE Población de hecho según los censos de población del INEEntre el censo de 1857 y el anterior, crece el término del municipio porque incorpora a 345009 (Barcenilla), 345099 (Rueda de Pisuerga) y 345131 (Vallespinoso de Cervera) Entre el censo de 1981 y el anterior, este municipio desaparece porque se integra en el municipio 34056 (Cervera de Pisuerga) |

Evolución de la población en el siglo XXI
| Gráfica de evolución demográfica de Quintanaluengos entre 2000 y 2020 |
|                                                                       |
| Población de derecho (2000-2020) según el padrón municipal del INE    |

## Monumentos
- Iglesia de San Lorenzo, arquitectura gótica con espadaña románica. Interior de una sola nave con bóveda de crucería estrellada, pila bautismal hexagonal de estilo románico y retablos del siglo XVII.
- Palacio barroco del siglo XVII, con fachada blasonada y en su interior, pequeño oratorio.
- Iglesia de los Santos Justo y Pastor, consagrada en 1105,[6] con elementos que recuerdan lo mozárabe y visigodo, de una sola nave con crucero, pero que hoy ha desaparecido y de la que apenas se conservan unos capiteles que se exhiben en el Museo Arqueológico de Palencia.

## Población
Según los datos del Instituto Nacional de Estadística (INE) del padrón de 2010 Quintanaluengos ccontaba con 45 habitantes de los que 27 son varones y 18 mujeres, con una disminución de 3 sobre el año anterior.